# デイリー・トンプソン
デイリー・トンプソン（Daley Thompson, 1958年7月30日 - ）は、イギリスの陸上競技十種競技選手で1980年モスクワオリンピック、1984年ロサンゼルスオリンピックにて2連覇を達成した。
彼は投擲、跳躍、トラック各種目でバランスが取れていてことが強みであって、理想的な十種競技選手と言われた。1987年ローマ世界陸上選手権、3連覇を目指した1988年ソウルオリンピックでともに東ドイツ選手に敗れ、彼の時代は終わったとされている。